# Multareoides digitatus
Multareoides digitatus är en insektsart som beskrevs av Van Duzee. Multareoides digitatus ingår i släktet Multareoides och familjen hornstritar. Inga underarter finns listade i Catalogue of Life.